# Mandato dos Sete Montes
O Mandato dos Sete Montes, também Mandato das Sete Montanhas, 7M, 7MM, ou Dominionismo dos Sete Montes, é um movimento cristão conservador dominionista dentro do cristianismo pentecostal e evangélico. Afirma que existem sete aspectos da sociedade que os crentes buscam influenciar: família, religião, educação, mídia, entretenimento, negócios e governo.

## Histórico
Seus seguidores acreditam que o movimento começou em 1975 com uma suposta mensagem de Deus entregue aos evangélicos Loren Cunningham, Bill Bright e Francis Schaeffer ordenando-lhes que invadissem as "sete esferas" da sociedade identificadas como família, religião, educação, mídia , entretenimento, negócios e governo. A ideia só foi considerada seriamente em 2000, durante uma reunião entre Cunningham e Lance Wallnau. O movimento ganhou destaque após a publicação em 2013 de Invading Babylon: The 7 Mountain Mandate, de Wallnau e Bill Johnson.
De forma geral, o movimento apoiava a presidência de Donald Trump, com a membra Paula White se tornando conselheira espiritual de Trump. White afirmou que Trump "desempenhará um papel crítico no Armagedom, enquanto os Estados Unidos estarão ao lado de Israel na batalha contra o Islã". Em 2020, Charlie Kirk disse "finalmente temos um presidente que compreende as sete montanhas de influência cultural" durante um discurso na Conservative Political Action Conference (Conferência de Ação Política Conservadora).

## Teoria
O Mandato dos Sete Montes faz parte do dominionismo.
A base bíblica para o movimento deriva de Apocalipse 17:1-18, onde o versículo 9 diz: "Aqui o sentido, que tem sabedoria. As sete cabeças são sete montes". As sete áreas que o movimento acredita que influenciam a sociedade e que procura influenciar, são família, religião, educação, mídia, entretenimento, negócios e governo. Eles acreditam que sua missão de influenciar o mundo através dessas sete esferas, é justificada por Isaías 2:2 "E acontecerá nos últimos dias que se firmará o monte da casa do Senhor no cume dos montes".
Os seguidores acreditam que, ao cumprir o Mandato dos Sete Montes, eles podem trazer o fim dos tempos.

## Organizações

### 7M Films
A 7M Films é uma agência de gestão de talentos.

## Seguidores
- Mike Johnson, congressista republicano da Louisiana e presidente da Câmara
- Rafael Cruz, pastor e pai do senador Ted Cruz[2]
- Paula White, conselheira espiritual de Donald Trump[3]
- Andrew Wommack, líder evangélico[9][10]
- Lauren Boebert, membro da Câmara dos EUA[11]
- Michele Bachmann, representante dos EUA no 6º distrito congressional de Minnesota de 2007 a 2015[12].

## Publicações
- Wallnau, Lance; Johnson, Bill (2013). Invading Babylon: The 7 Mountain Mandate. [S.l.]: Destiny Image Publishers. ISBN 978-0-7684-8566-0

## Leituras adicionais

### Em inglês
- O'Reggio, Trevor (2012). «The Rise of the New Apostolic Reformation and Its Implications for Adventist Eschatology». Journal of the Adventist Theological Society. 23 (2)
- Chetty, Irvin G. (2014). «The New Apostolic Reformation and Christian Zionism». Journal for the Study of Religion. 27 (2): 297–312. JSTOR 24799454. ProQuest 1736623655
- Berry, Damon (2020). «Voting in the Kingdom: Prophecy Voters, the New Apostolic Reformation, and Christian Support for Trump». Nova Religio. 23 (4): 69–93. doi:10.1525/nr.2020.23.4.69
- Sharp, David (4 de maio de 2022). Hijacked Christianity: How An Aberrant Eschatology Enables A Grievance Culture That Supplants Christian Grace For An Extremist Meritocracy (Tese). doi:10.57709/28912982
- Garrard, Virginia (3 de dezembro de 2020). «Hidden in Plain Sight: Dominion Theology, Spiritual Warfare, and Violence in Latin America». Religions. 11 (12). 648 páginas. doi:10.3390/rel11120648. ProQuest 2467774776
- Willenbrink, Hank (Novembro 2021). «Vessel, Messiah, Warrior: Donald Trump in Evangelical Christian Narratives». Ecumenica. 14 (2): 221–247. doi:10.5325/ecumenica.14.2.0221
- Barrett-Fox, Rebecca (Novembro 2018). «A King Cyrus President: How Donald Trump's Presidency Reasserts Conservative Christians' Right to Hegemony». Humanity & Society. 42 (4): 502–522. doi:10.1177/0160597618802644
- Marshall, Ruth (2 de janeiro de 2016). «Destroying arguments and captivating thoughts: Spiritual warfare prayer as global praxis». Journal of Religious and Political Practice. 2 (1): 92–113. doi:10.1080/20566093.2016.1085243
- Perez, Adam A. (4 de janeiro de 2022). «'It's Your Breath in Our Lungs': Sean Feucht's Praise and Worship Music Protests and the Theological Problem of Pandemic Response in the U.S.». Religions. 13 (1). 47 páginas. doi:10.3390/rel13010047. ProQuest 2621350452
- Nelson, Anne (22 de janeiro de 2021). «Jesus is just all Right? Christian fundamentalists have taken over the Republican Party». Times Literary Supplement (6147): 8–10
- Besa, Andrew (Maio 2012). Faith, Rhetoric, and Dominion: How Shared Literacy Lures Latinos (Tese). hdl:10877/2460

### Em português
- «Qual é o mandato dos sete montes, e é bíblico?». BibleQuest. Consultado em 16 de fevereiro de 2024
- «Os 7 Montes de Influência na Sociedade». Cristão Rico. 13 de janeiro de 2019. Consultado em 16 de fevereiro de 2024
- de Melo Novais, T.; Martins Campos, B. (2023). «TEOLOGIAS DO DOMÍNIO: REVISITANDO FONTES E AUTORIAS». Protestantismo Em Revista (47(2)): 29–40